# Gaußscher Integralsatz
Der gaußsche Integralsatz, auch Satz von Gauß-Ostrogradski oder Divergenzsatz, ist ein Ergebnis aus der Vektoranalysis. Er stellt einen Zusammenhang zwischen der Divergenz eines Vektorfeldes und dem durch das Feld vorgegebenen Fluss durch eine geschlossene Oberfläche her.
Der nach Gauß benannte Integralsatz folgt als Spezialfall aus dem Satz von Stokes, der auch den Hauptsatz der Differential- und Integralrechnung verallgemeinert.

## Formulierung des Satzes

Im Dreidimensionalen ist ein Gebiet V dargestellt, das von der geschlossenen Fläche S=∂V berandet wird, orientiert durch den äußeren Flächennormalvektor n.

Es sei {\displaystyle V\subset \mathbb {R} ^{n}} eine kompakte Menge mit abschnittsweise glattem Rand {\displaystyle S=\partial V}, der Rand sei orientiert durch ein äußeres Normaleneinheitsvektorfeld {\displaystyle {\vec {n}}}. Ferner sei das Vektorfeld {\displaystyle {\vec {F}}} stetig differenzierbar auf einer offenen Menge {\displaystyle U} mit {\displaystyle V\subseteq U}. Dann gilt
{\displaystyle \int _{V}\operatorname {div} {\vec {F}}\;\mathrm {d} ^{(n)}V=\oint _{S}{\vec {F}}\cdot {\vec {n}}\;\mathrm {d} ^{(n-1)}S}
wobei {\displaystyle {\vec {F}}\cdot {\vec {n}}} das Standardskalarprodukt der beiden Vektoren bezeichnet.

## Beispiel
Ist {\displaystyle V:=\{{\vec {x}}\in \mathbb {R} ^{3}\colon \|{\vec {x}}\|_{2}\leq 1\}} die abgeschlossene Einheitskugel im {\displaystyle \mathbb {R} ^{3}}, dann gilt {\displaystyle S=\partial V=\{{\vec {x}}\in \mathbb {R} ^{3}\colon \|{\vec {x}}\|_{2}=1\}} sowie {\displaystyle {\vec {n}}({\vec {x}})={\vec {x}}}.
Für das Vektorfeld {\displaystyle {\vec {F}}\colon \mathbb {R} ^{3}\to \mathbb {R} ^{3}} mit {\displaystyle {\vec {F}}({\vec {x}})={\vec {x}}} gilt {\displaystyle \operatorname {div} {\vec {F}}({\vec {x}})=3}.
Es folgt
{\displaystyle \int _{V}\operatorname {div} {\vec {F}}\;\mathrm {d} ^{3}V=\int _{V}3\;\mathrm {d} ^{3}V=3\cdot {\frac {4}{3}}\pi =4\pi }
sowie
{\displaystyle \oint _{S}{\vec {F}}\cdot {\vec {n}}\;\mathrm {d} ^{2}S=\oint _{S}{\vec {x}}\cdot {\vec {x}}\;\mathrm {d} ^{2}S=\oint _{S}1\;\mathrm {d} ^{2}S=4\pi \,.}
Bei der Rechnung wurde verwendet, dass {\displaystyle {\vec {x}}\cdot {\vec {x}}=\|{\vec {x}}\|_{2}^{2}=1} für alle {\displaystyle {\vec {x}}\in S} gilt und dass die dreidimensionale Einheitskugel das Volumen {\displaystyle {\tfrac {4}{3}}\pi } und die Oberfläche {\displaystyle 4\pi } hat.

## Folgerungen
Aus dem gaußschen Integralsatz können weitere Identitäten hergeleitet werden. Zur Vereinfachung wird im Folgenden die Notation {\displaystyle \mathrm {d} {\vec {S}}:={\vec {n}}\;\mathrm {d} ^{(n-1)}S} und {\displaystyle \mathrm {d} V:=\mathrm {d} ^{(n)}V} sowie die Nabla-Schreibweise verwendet.
- Wendet man den gaußschen Integralsatz auf das Produkt eines Skalarfeldes {\displaystyle f} mit einem Vektorfeld {\displaystyle {\vec {G}}} an, dann erhält man

{\displaystyle \int _{V}\left(\left(\nabla f\right)\cdot {\vec {G}}+f\left(\nabla \cdot {\vec {G}}\right)\right)\mathrm {d} V=\int _{V}\nabla \cdot \left(f{\vec {G}}\right)\mathrm {d} V=\oint _{S}f{\vec {G}}\cdot \mathrm {d} {\vec {S}}\,.}
Betrachtet man den Spezialfall {\displaystyle {\vec {G}}=\nabla g}, dann erhält man die erste greensche Identität.
Betrachtet man hingegen den Spezialfall {\displaystyle {\vec {G}}=\mathrm {const.} }, dann erhält man
{\displaystyle \int _{V}\left(\nabla f\right)\mathrm {d} V=\oint _{S}f\,\mathrm {d} {\vec {S}}}
bzw., nach Komponenten aufgeschlüsselt,
{\displaystyle \int _{V}{\frac {\partial f}{\partial x_{i}}}\,\mathrm {d} V=\oint _{S}fn_{i}\,\mathrm {d} ^{\left(n-1\right)}S\,.}
- Wendet man den gaußschen Integralsatz für {\displaystyle n=3} auf das Kreuzprodukt zweier Vektorfelder {\displaystyle {\vec {F}}} und {\displaystyle {\vec {G}}} an, dann erhält man

{\displaystyle \int _{V}\left({\vec {G}}\cdot \left(\nabla \times {\vec {F}}\right)-{\vec {F}}\cdot \left(\nabla \times {\vec {G}}\right)\right)\,\mathrm {d} V=\int _{V}\left(\nabla \cdot \left({\vec {F}}\times {\vec {G}}\right)\right)\,\mathrm {d} V=\oint _{S}\left({\vec {F}}\times {\vec {G}}\right)\cdot \mathrm {d} {\vec {S}}\,.}
Betrachtet man den Spezialfall  {\displaystyle {\vec {G}}=\mathrm {const.} }, dann erhält man
{\displaystyle \int _{V}\left(\nabla \times {\vec {F}}\right)\,\mathrm {d} V=\oint _{S}\mathrm {d} {\vec {S}}\times {\vec {F}}\,.}
- Wendet man den gaußschen Integralsatz auf Vektorfelder im ℝn an, multipliziert die Integrale mit Basisvektoren ê1,2,...,n der Standardbasis, nutzt die Eigenschaften des dyadischen Produktes „⊗“ aus und addiert die Ergebnisse, erhält man die Verallgemeinerung auf Tensoren:[2]

{\displaystyle {\begin{aligned}\oint _{S}{\vec {F}}_{i}\cdot \mathrm {d} {\vec {S}}=&\int _{V}\nabla \cdot {\vec {F}}_{i}\,\mathrm {d} V=\int _{V}\operatorname {div} {\vec {F}}_{i}\,\mathrm {d} V\,,\quad i=1,2,...,n\\\rightarrow \sum _{i=1}^{n}\oint _{S}{\vec {F}}_{i}\cdot \mathrm {d} {\vec {S}}\;{\hat {e}}_{i}=&\oint _{S}\sum _{i=1}^{n}({\hat {e}}_{i}\otimes {\vec {F}}_{i})\cdot \mathrm {d} {\vec {S}}\\=&\sum _{i=1}^{n}\int _{V}\nabla \cdot {\vec {F}}_{i}\,\mathrm {d} V\;{\hat {e}}_{i}=\int _{V}\sum _{i=1}^{n}\nabla \cdot ({\vec {F}}_{i}\otimes {\hat {e}}_{i})\,\mathrm {d} V\\\rightarrow \oint _{S}\mathbf {T} ^{\top }\cdot \mathrm {d} {\vec {S}}=&\int _{V}(\nabla \cdot \mathbf {T} )\,\mathrm {d} V\end{aligned}}}
Das Superskript ⊤ steht für die Transposition. Mit dem Divergenzoperator {\displaystyle \operatorname {div} (\mathbf {T} ):=\nabla \cdot (\mathbf {T} ^{\top })} schreibt sich das:
{\displaystyle \oint _{S}\mathbf {T} \cdot \mathrm {d} {\vec {S}}=\int _{V}\operatorname {div} (\mathbf {T} )\,\mathrm {d} V}
- Wendet man den gaußschen Integralsatz {\displaystyle n=1} auf die Ableitung einer reellen Funktion {\displaystyle f} auf dem Intervall {\displaystyle [a,b]} an, dann erhält man den Hauptsatz der Differential- und Integralrechnung. Die Auswertung des Integrals an den Intervallenden im Hauptsatz entspricht dabei der Auswertung des Randintegrals im Divergenzsatz.

{\displaystyle \int _{[a,b]}{\frac {\mathrm {d} f}{\mathrm {d} x}}\,\mathrm {d} x=\oint _{\partial [a,b]}f\cdot \,\mathrm {d} {\vec {S}}=f(b)-f(a)\,.}

## Anwendungen

### Flüssigkeiten, Gase, Elektrodynamik
Der Satz wird genutzt zur Beschreibung der Erhaltung von Masse, Impuls und Energie in einem beliebigen Volumen: Das Integral der Quellenverteilung (Summe der Divergenz eines Vektorfeldes) über das Volumen im Innern einer Hülle multipliziert mit einer Konstanten ergibt den gesamten Durchfluss (das Hüllenintegral) der gesamten Strömung durch die Hülle dieses Volumens.

### Gravitation
Im Gravitationsfeld erhält man: Das Oberflächenintegral ist -4πG mal die Masse innen, solange die Masse darin radialsymmetrisch verteilt ist (konstante Dichte bei gegebener Entfernung vom Mittelpunkt) und unabhängig von irgendwelchen (ebenfalls radialsymmetrisch verteilten) Massen außerhalb. Insbesondere gilt: Die ganze Sphäre außerhalb einer Kugel hat keinen (zusätzlichen) Einfluss, sofern ihre Masse radialsymmetrisch verteilt ist. Allein die Summe der Quellen und Senken im Innengebiet wirken.

### Partielle Integration im Mehrdimensionalen
Der gaußsche Integralsatz führt auf eine Formel zur partiellen Integration im Mehrdimensionalen
{\displaystyle \int _{\Omega }\varphi \,\operatorname {div} \,{\vec {v}}\;\mathrm {d} V=\int _{\partial \Omega }\varphi \,{\vec {v}}\cdot \mathrm {d} {\vec {S}}-\int _{\Omega }{\vec {v}}\cdot \operatorname {grad} \,\varphi \;\mathrm {d} V}.

## Bedeutung
Der gaußsche Integralsatz findet in vielen Bereichen der Physik Anwendung, vor allem in der Elektrodynamik und der Fluiddynamik. Dort wird die Bedeutung des Satzes besonders anschaulich: Beschreibt das Vektorfeld {\displaystyle {\vec {F}}} fließendes Wasser in einem gewissen Raumbereich, so beschreibt die Divergenz von {\displaystyle {\vec {F}}} gerade die Stärke von allen Quellen und Senken in einzelnen Punkten. Möchte man nun wissen, wie viel Wasser aus einem bestimmten Bereich {\displaystyle V} insgesamt herausfließt, so ist intuitiv klar, dass man folgende zwei Möglichkeiten hat:
- Man untersucht bzw. misst, wie viel Wasser durch die Oberfläche von {\displaystyle V} aus- und eintritt. Dies entspricht dem Durchfluss von senkrechten Komponenten auf der Oberfläche als Oberflächenintegral.
- Man bilanziert (misst) im Innern des dadurch begrenzten Volumens, wie viel Wasser insgesamt innerhalb von {\displaystyle V} in Senken (Löchern) verschwindet und wie viel aus Quellen (Wasserzuflüssen) hinzukommt. Man addiert also die Effekte von Quellen und Senken. Dies wird alternativ und gleichwertig dann durch das Volumenintegral über die Divergenz realisiert.

Der gaußsche Integralsatz besagt, dass tatsächlich beide Möglichkeiten stets absolut gleichwertig zum Ziel führen. Er hat damit auch den Charakter eines Erhaltungssatzes.

## Geschichte
Der Satz wurde wahrscheinlich zum ersten Mal von Joseph Louis Lagrange im Jahre 1762 formuliert und unabhängig davon später von Carl Friedrich Gauß (1813), George Green (1825) und Michail Ostrogradski (1831) neu entdeckt. Ostrogradski lieferte auch den ersten formalen Beweis.